# Universidad de Middlesex
La Universidad de Middlesex (en inglés: Middlesex University London) es una universidad pública con sede en Hendon, al noroeste de Londres, Reino Unido. Es una de las nuevas universidades creadas después de 1992 y es miembro del grupo de trabajo Million+. El nombre de la Universidad se toma de su ubicación dentro de los límites históricos del condado de Middlesex. La historia de la universidad se remonta a 1878, cuando su instituto fundador, St Katherine's College, se estableció en Tottenham como una escuela de formación de mujeres que querían ser docentes. Tras la fusión con otros institutos, la universidad se consolidó en su forma actual en 1992.